# Carea acutapex
Carea acutapex är en fjärilsart som beskrevs av Embrik Strand 1920. Carea acutapex ingår i släktet Carea och familjen trågspinnare. Inga underarter finns listade i Catalogue of Life.